# Сан Ђузепе (Лука)
Сан Ђузепе је насеље у Италији у округу Лука, региону Тоскана.
Према процени из 2011. у насељу је живело 334 становника. Насеље се налази на надморској висини од 59 м.